# Partenis
Els partenis (grec antic οἱ Παρθενίαι, Hoi Partheníai, literalment «fills de noies joves no casades» eren a la ciutat estat d'Esparta a l'antiga Grècia una classe de la població de rang inferior, els quals, segons Antíoc de Siracusa van partir per a fundar la ciutat de Tarent a la Magna Grècia, a la regió actual de la Pulla, a Itàlia. Es tracta, doncs, dels joves nascuts fora de matrimoni durant la primera guerra messènica i que donen nom a la revolta dels partenis (708-706 aC), segons la tradició recollida per Estrabó i altres antics historiadors grecs. Diodor de Sicília diu que també s'anomenaven epeunactes.
Estrabó cita Antíoc de Siracusa que hauria escrit: «Antíoc diu que durant la guerra messènica els espartiates que no van participar en la guerra van ser declarats esclaus que es deien ilotes. Els nens nascuts durant l'expedició es deien partenis i no tenien cap dret civil. Els no toleraven aquesta discriminació. Com eren molts van complotar contra els ciutadans lliures.» El complot va ser descobert, van perdonats i després d'un oracle van ser enviats per crear la colònia de Tarent, sota l'égidi de Fàlant d'Esparta, on els cretencs i els bàrbars que s'hi van establir abans, les van donar la benvinguda.
Segons una altra tradició reportat per Dionís d'Halicarnàs els espartans haurien jurar de no tornar cap a casa abans d'obtenir la victòria. Com que la guerra es prolongava, això causava problemes demogràfiques i els guerrers haurien enviat cap a casa tots els joves, que encara no eren lligat pel jurament de tornar a casa i procrear-se quan més possible amb les joves. Una tercera versió vol que es tracta de la progenitura de les espartanes que durant la guerra van fornicar amb els seus esclaus.